# Nécropole d'Ostorf
La nécropole d'Ostorf est l'une des plus importantes nécropoles préhistoriques du Nord de l'Allemagne. Elle se trouve sur l'île de Tannenwerder du lac d'Ostorf, près de Schwerin, dans le Land de Mecklembourg-Poméranie-Occidentale. Elle se rattache à la culture d'Ertebølle (Ve millénaire av. J.-C.), ou à des groupes de chasseurs-cueilleurs ayant côtoyé la culture des vases à entonnoir (IVe millénaire av. J.-C.), qui lui succède en Allemagne du Nord.

## Historique
Les tombes d’environ 70 individus ont été découvertes sur le site d'Ostorf depuis le XIXe siècle. Elles ont été systématiquement fouillées par Bernhard Gramsch et Ewald Schuldt en 1961.

## Contexte
En raison d'un climat et d'un environnement peu favorables à l'agriculture, les populations d'Europe du Nord vivaient encore de chasse, de pêche, et de cueillette, alors que le reste de l'Europe avait déjà basculé dans l'agriculture néolithique. Cette période tardive des chasseurs-cueilleurs d'Europe du Nord est parfois pour cette raison qualifiée de subnéolithique.

## Vestiges
Les bois et os de castors, blaireaux, canards, renards, chevreuils, cerfs rouges, chevaux sauvages, sangliers et loups trouvés sur le site soulignent l’importance de la chasse pour les populations d'Ostorf, à laquelle participent des chiens domestiques.